# Sendling
Sendling è uno dei distretti in cui è suddivisa la città di Monaco di Baviera, in Germania. Viene identificato col numero 6.

## Geografia fisica
Il distretto si trova a sud del centro della città.

### Suddivisione
Il distretto è suddiviso amministrativamente in 2 quartieri (Bezirksteile):
1. Untersendling
2. Sendlinger Feld